# Verwaltungsgemeinschaft Sigmarszell
Die Verwaltungsgemeinschaft Sigmarszell liegt im schwäbischen Landkreis Lindau (Bodensee) und wird von folgenden Gemeinden gebildet:
1. Hergensweiler, 1877 Einwohner, 12,09 km²
2. Sigmarszell, 2928 Einwohner, 16,00 km²
3. Weißensberg, 2725 Einwohner, 7,84 km²

Sitz der Verwaltungsgemeinschaft ist Sigmarszell.